# 2740 Tsoj
2740 Tsoj è un asteroide della fascia principale del diametro medio di circa 21,4 km. Scoperto nel 1974, presenta un'orbita caratterizzata da un semiasse maggiore pari a 3,0033568 UA e da un'eccentricità di 0,0659457, inclinata di 9,35568° rispetto all'eclittica.